# Ernst Zinner
Pour les articles homonymes, voir Zinner.
Ernst Zinner (né le 2 février 1886 à Goldberg-en-Silésie, dans la province de Silésie  et mort le 30 août 1970 à Planegg en Bavière) est un astronome et un historien de l'astronomie allemand, professeur d'astronomie à l'université de Munich.

## Biographie
Le 23 octobre 1913 Ernst Zinner redécouvre la comète périodique que Michel Giacobini avait découverte en 1900. Depuis elle est appelée la comète 21P/Giacobini-Zinner.
Un cratère lunaire de 4 km de diamètre a été appelé Zinner.

## Œuvres
- Geschichte und Bibliographie der astronomischen Literatur in Deutschland zur Zeit der Renaissance ; 2e éd. Stuttgart, A. Hiersemann, 1964. 480 S.  (ISBN 3-7772-6407-5).